# Håkan Jaldung
Håkan Sune Reinhold Jaldung, född 4 januari 1945, är en pensionerad jurist och polischef som tidigare var polismästare och chef för länsordningspolisen vid Polismyndigheten Västra Götaland. Håkan Jaldung blev vida omnämnd i rollen som kommenderingschef under Europeiska rådets toppmöte i Göteborg 2001 och de efterföljande kravallerna i juni 2001. 
Jaldung lät med stöd av Polislagens 23 § spärra av Hvitfeldtska gymnasiet 14 juni 2001, där 650 unga demonstranter var inkvarterade. USA:s president George W. Bush tackade Håkan Jaldungen personligen för insatsen i Hvitfeldtska gymnasiet under Göteborgskravallerna.
Jaldung åtalades för olaga frihetsberövande men frikändes under 2004 både i Göteborgs tingsrätt och i Göta hovrätt.